# Longitarsus languidus
Longitarsus languidus es un coleóptero de la familia Chrysomelidae. Fue descrita científicamente en 1863 por Kutschera.